# Alpes de Livigno
Los Alpes de Livigno son una cadena montañosa en los Alpes del este de Suiza y el norte de Italia, alrededor del pueblo italiano de Livigno. Se consideran parte de los Alpes del Este Central. 
Los Alpes de Livigno están separados: del macizo de la Bernina, en el suroeste, por el paso de Bernina; de los Alpes de Albula, en el noroeste, por el valle de la Alta Engadina; de los Alpes de Sesvenna, en el noreste, por el puerto de Ofen y Val Müstair; de los Alpes de Ortler, en el este, por el valle superior del río Adda (Valtellina) y el Paso Stelvio. 
Los Alpes de Livigno son drenados por los ríos Adda, Eno y Rom (afluentes del Adige). 

## Picos
Los principales picos de los Alpes de Livigno son: 
| Pico                         | Elevación (m) |
| ---------------------------- | ------------- |
| Cima de Piazzi               | 3439          |
| Cima Viola                   | 3384          |
| Piz Paradisin                | 3305          |
| Pizzo di Dosde               | 3280          |
| Scima da Saoseo              | 3277          |
| Piz Languard                 | 3266          |
| Piz Murtaröl                 | 3177          |
| Piz Quattervals              | 3157          |
| Cime Redasco                 | 3139          |
| Munt Cotschen                | 3104          |
| Piz Sena                     | 3078          |
| Piz Chaschauna               | 3072          |
| Piz dal Diavel               | 3062          |
| Piz Lavirun                  | 3052          |
| Monte Foscagno               | 3051          |
| Piz dal Teo                  | 3050          |
| Pizzo del Ferro (Val Fraele) | 3050          |
| Piz Saliente                 | 3048          |
| Piz Umbrail                  | 3034          |
| Monte braulio                | 2980          |
| Piz Mezzaun                  | 2963          |
| Piz Lagalb                   | 2959          |
| Piz Trevisina                | 2823          |
| Monte Massuccio              | 2816          |
| Munt la Schera               | 2589          |
| Muottas Muragl               | 2454          |

## Puertos
Los puertos principales de los Alpes de Livigno son: 
| Paso de montaña                          | Localización                      | Tipo                | Altitud (m) |
| ---------------------------------------- | --------------------------------- | ------------------- | ----------- |
| Puerto de Dosde                          | Val Grosina a Val Viola Bormina   | sendero             | 2850        |
| Puerto de Sacco                          | Bernina a Grosio                  | sendero             | 2751        |
| Puerto de Chaschauna                     | S-chanf a Livigno                 | camino de herradura | 2692        |
| Puerto de Umbrail (Giogo di Santa Maria) | Val Müstair al puerto del Stelvio | carretera           | 2512        |
| Puerto de Val Viola                      | Bernina road a Bormio             | camino de herradura | 2431        |
| Puerto de Giufplan                       | Ofen road a Val Fraele            | camino de herradura | 2354        |
| Puerto de Bernina                        | Pontresina a Tirano               | carretera           | 2330        |
| Forcola di Livigno                       | Bernina Pass a Livigno            | carretera           | 2328        |
| Puerto de Verva                          | Bormio a Grosio                   | sendero             | 2314        |
| Puerto de Foscagno                       | Bormio a Trepalle                 | carretera           | 2291        |
| Puerto de Alpisella                      | Livigno a Val Fraele              | camino de herradura | 2285        |
| Puerto de Dossradond                     | Val Müstair a Val Fraele          | camino de herradura | 2240        |
| Puerto de d'Eira                         | Livigno a Trepalle                | carretera           | 2209        |
| Puerto de Ofen                           | Zernez a Val Müstair              | carretera           | 2155        |
| Puerto de Fraele                         | Val Fraele a the puerto de Ofen   | camino de herradura | 1950        |
| Scale di Fraele                          | Bormio a Val Fraele               | camino de tierra    | 1942        |